# Udaipur Dabok
Udaipur Dabok (engelska: Maharana Pratap Airport, Udaipur Airport, Dabok Airport) är en flygplats i Indien.   Den ligger i distriktet Udaipur och delstaten Rajasthan, i den centrala delen av landet, 600 km sydväst om huvudstaden New Delhi. Udaipur Dabok ligger 509 meter över havet.
Terrängen runt Udaipur Dabok är platt. Runt Udaipur Dabok är det tätbefolkat, med 411 invånare per kvadratkilometer. Närmaste större samhälle är Vallabhnagar, 12,4 km nordost om Udaipur Dabok. Trakten runt Udaipur Dabok består till största delen av jordbruksmark.